# Хуан де ла Крус Моурхеон-і-Ачет
Хуан де ла Крус Моурхеон-і-Ачет (ісп. Juan de la Cruz Mourgeon y Achet; 1766—1822) — іспанський колоніальний чиновник, останній віцекороль Нової Гранади.

## Біографія
Народився 1766 року в Севільї.
1790 року вступив до лав іспанської армії. Брав участь у Війні першої коаліції. 1795 року отримав звання лейтенанта, 1798 року — звання майора. 1801 року воював у Португалії. За три роки отримав наказ вирушати до іспанської провінції Техас, та з невідомих причин відмовився, через що постав перед військовим трибуналом за порушення субординації.
Після того, як Наполеон посадив на іспанський трон свого брата, Моурхеон почав воювати проти французів, 1808 року брав участь у битві при Байлені, після чого отримав звання полковника. В жовтні того ж року брав участь в обороні Леріна й потрапив у французький полон. Згодом зумів утекти й дістатись Кадіса, де в липні 1810 року отримав звання бригадного генерала. Після битви при Ла-Альбуері отримав звання фельдмаршала та був призначений на посаду генерал-коменданта Астурії. Після вигнання французів очолив Резервні війська.
1819 року став титулярним віцекоролем Нової Гранади (на той час Нова Гранада вже цілковито перебувала в руках повстанців). 1821 року отримав пост генерал-капітана та президента Королівської авдієнсії Кіто із завданням повернути ті землі під владу корони. Узявши війська з Пуерто-Кабельйо та Панами, він 23 листопада 1821 року висадився в Атакамесі на чолі загону з 800 вояків, та, закликаючи рабів вступати до лав королівського війська в обмін на свободу, вирушив на Кіто, куди прибув у грудні. З Кіто Хуан де ла Крус Моургеон написав листа Сімону Болівару, визнаючи неможливість повернути колонії під іспанську владу. В квітні 1822 року помер через хворобу.